# Шейх-Ахмад
Шейх-Ахмад (д/н — 1528) — останній хан Великої Орди в 1481, 1485—1493, 1494—1502 роках, астраханський хан у 1527—1528 роках.

## Життєпис

### Хан Великої Орди
Син Ахмата, хана Великої Орди. 1481/1482 року після смерті батька оголосив себе ханом. Йому протидіяли брати Саїд-Ахмад II та Муртаза. Першого підтримав Тимур-бій, а невдовзі в боротьбу втрутився астраханський хан Абдул-Керім. Боротьба з ними тривала до 1485 року, коли Шейх-Ахмад зумів вигнати братів до Криму.а Абдул-Керім до Хаджи-Тархану.
Невдовзі Саїд-Ахмад II втік від кримського хана Менґлі I Ґерая і знову кинув виклик Шейх-Ахмаду. 1487 року до держави вдерся тюменський хан Ібак, що знову став ханом Великої Орди. За цих обстави Шейх-Ахмад об'єднується з братом Саїд-Ахмадом II, завдяки чому вони виганяють Ібака. 1490 року Шейх-Ахмад спільно з Саїд-Ахмадом II і Абдул-Керімом вдерся до Кримського ханства. У відповідь Менґлі I Ґерай отримав допомогу від яничар в Кафі, а також Івана III, великого князя Московського, що доручив казанському хану Мухаммед-Аміну і касимівському хану Сатилгану рушили в Середнє Надволжя. Шейх-Ахмад із союзниками вимушений був відступити.
Невдовзі через дії Абдул-Керіма (якого було оголошено співволодарем Великої Орди) хан погиркався з Мусою-беєм, правителем Ногайської Орди. 1491 року владу знову захопив Ібак. Водночас вдерся Менґлі I Ґерай, який повалив останнього. Втім Шей-Ахмад зумів знову відновитися на троні. 1493 року для поліпшення стосунків з ногайцями одружився з донькою Муси-бея, що викликало негативну реакцію ординської знаті, яка скинула його та поставила ханом його брата Муртазу.
1494 року за підтримки ногайців йому вдалося повалити Мехмеда Ґерая. Разом з тим поновилася боротьба з Муртазою, що став ханом Тюмена. 1496 року Шейх-Ахмад звернувся до великого князя литовського Олександра Ягеллончика. Той погодився на союз, пропонуючи у свою чергу замінити на кримському престолі Менглі I Ґерая його братом Уз-Тимуром, що мешкав в Литві. Але посольство Олександра перехопили кримці. У 1497 році Шейх-Ахмад відправив послом свого брата Хаджі-Ахмата, але великий князь литовський ухилився від відповіді, оскільки вів переговори з Менглі I Ґераєм. У 1498 році тюменські татари здійснили напад на Велику Орду, завдавши серйозної шкоди.
У 1500 році через посуху у Надволжі Шейх-Ахмада відкочовує до Наддніпрянщині, але тут вже змінився кримський хан. Хан Великої Орди вів мирні перемовини з Менглі I Ґераєм та Баязідом II, але марно. наступний рік провів в суперечностях з братами, при цьому готуючи напад на Кримське ханство. В результаті змусив Менглі I Ґерая поступитися Наддніпрянщиною.
За цим Шейх-Ахмад, намагаючись допомогти Олександру зупинити московський наступ, атакував московитів біля Стародубу, Рильська і Новгород-Сіверського. Наприкінці 1501 року Шейх-Ахмад завдав поразки кримському війську. що рухалося на допомогу московитам. Після цього Шейх-Ахмад звернувся Олександра Ягеллончика з прохання отримати військову допомогу, оскільки мав замало військ для продовження війни з Менглі I Ґераєм. Втім великий князь литовський Олександр на той час опікувався справами отримання корони Польщі після смерті брата Яна I Ольбрахта.
Взимку 1502 року, не отримуючи допомоги від Олександра Ягеллончика, став рухатися Лівобережжям Дніпра на південь. В цей час його поступово залишали вояки, що переходили на бік кримського хана. Зрештою втекла дружина з дітьми. Після цього Шейх-Ахмада було легко переможено кримцями, які невдовзі спалили Сарай-Берке, знищивши остаточно Велику Орду.

### У полоні
Спроби захопити Хаджи-Тархан були невдалими. Тоджі Шейх-Азмад 1504 року перебрався до Аккермана, але тут його спробували захопити османи. Тоді виїхав до Києва, де його арештував воєвода Дмитро Путятич.
1505 року польський сейм у Бресті судив хана за напад на литовські землі. Мабуть, на суді він виправдався, бо при дворі Олександра він утримувався як почесний гість. Після смерті останнього 1506 року ставлення до бранця загалом погіршилося. Тому він спробував втекти, але був схоплений і відправлений до Ковно.
Ногайці неодноразово зверталися до короля Сигізмунда I з проханням звільнити Шейх-Ахмада, втім марно. Король Польщі використав Шейх-Ахмада для погроз у 1521, 1523 та 1524 роках кримському У 1524 році з проханням звільнення колишнього хана прибуло ногайське посольство від нового бія Агіша. Втім невдовзі кримський хан Саадет I Ґерай почав війну проти Сигізмунда I, внаслідок цього питання звільнення Шейх-Ахмада було відкладено.

### Астраханський хан
Звільнення сталося у 1527 році в Києві, звідти він перебрався до Хаджи-Тархану, де зумів захопити владу, скориставшись загальним розгардяжем. Зумів налагодити відносини з Василем III, великим князем Московським. Але 1528 року його було повалено Касимом II.